# A.J. Hartley
Andrew James Hartley (Preston, 7 augustus 1964) is een schrijver en dramaturg van Britse afkomst, tegenwoordig woonachtig in de Verenigde Staten. Hij schrijft romans die zich in landen als Italië en Griekenland en in het Midden-Oosten afspelen.
Als kind reisde Hartley met zijn familie veel door Griekenland en Rome en zodoende raakte hij geïnteresseerd in archeologie. Hij studeerde Egyptologie aan de Universiteit van Manchester en werkte mee aan archeologische opgravingen betreffende de bronstijd in de omgeving van Jeruzalem. Door zijn talloze omzwervingen over de gehele wereld leerde hij meer dan alleen het literair-historische, zijn fascinatie over het verleden bleef groeien.
In Amerika, aan de Universiteit van Boston, studeerde hij Engelse literatuur en behaalde er zijn graden (M.A. en Ph.D.). Tegenwoordig is hij werkzaam als professor aan de universiteit van North Carolina bij de faculteit Theater en Dans, specifiek op het gebied van de Shakespeare-kennis.
Hartley is getrouwd, heeft een zoon en woont in Charlotte.